# Hoeke
Hoeke és un antic municipi de Bèlgica a la província de Flandes Occidental que el 1971 va fusionar amb Moerkerke i el 1977 amb la ciutat de Damme.
Amb els seus 147 habitants a una superfície de 4,32 km² i unes masies disperses a les terres fèrtils del pòlders, quasi res no queda de la ciutat medieval i florissant avantport a la desembocadura de l'Zwin, fomentat per les ciutats de Bremen, Hamburg i Lübeck de la lliga hanseàtica al segle XIII. El 1273-1274 va obtenir drets de ciutat i tenia una casa de la vila, una casa del peatge i uns despatxos prestigiosos de la Hansa. Tot i excavar el canal «Hoekevaart» no es va poder parar l'ensorrament de l'Zwin i no es va poder salvar el port. En no atènyer Hoeke, les barques marítimes havien de parar a Sluis. La guerra amb Anglaterra, uns incendis el 1458 i 1488 i finalment els estralls pels Geuzen del 1580 durant la Guerra dels Vuitanta Anys van acabar amb la ciutat, de la qual només queden unes traces i parts de l'església de Jaume el Major encara que va ser incendiada i restaurada moltes vegades. A principi del segle XIX, l'excavació del canal Damse Vaart va portar una mica d'activitat econòmica. El 1908 es va estrenar la bòbila «De Fonseca» que feia servir el canal pel transport de maons. Va tancar el 1983.